# Валя-Зеланулуй
Валя-Зеланулуй (рум. Valea Zălanului) — село у повіті Ковасна в Румунії. Входить до складу комуни Малнаш.
Село розташоване на відстані 177 км на північ від Бухареста, 16 км на північ від Сфинту-Георге, 41 км на північ від Брашова.

## Населення
За даними перепису населення 2002 року у селі проживали 149 осіб, з них 146 осіб (98,0%) угорців. Рідною мовою 146 осіб (98,0%) назвали угорську.